# Two Worlds II
Two Worlds II là một trò chơi máy tính thuộc thể loại nhập vai hành động giả tưởng do hãng Reality Pump phát triển và TopWare Interactive xuất bản, là phần tiếp theo của game Two Worlds vào năm 2007. Game được phát hành vào ngày 9 tháng 11 năm 2010 tại thị trường Châu Âu cho phiên bản PC (Windows và Mac), Xbox 360 và PlayStation 3. Phiên bản dành cho thị trường Bắc Mỹ và Anh với cùng các hệ máy sẽ được phát hành vào tháng 1 năm 2011.

## Cốt truyện
5 năm sau những biến cố ở Antaloor, người hùng ngày nào giờ đây là một tù nhân trong hầm ngục của lãnh chúa Gandohar, một tên bạo chúa mới. Tuy nhiên, nhân vật chính được những chiến binh người Orc hiếm hoi còn sót lại giải cứu, đào thoát khỏi nhà ngục và quyết tâm quay trở lại giải cứu cô em gái đang bị Gandohar bắt làm con tin.

## Cách chơi
Phong cách chiến đấu trong game nhìn chung rất giống với phần một và có phần đơn giản, nhưng đôi lúc số đông đối thủ sẽ khiến người chơi bối rối vì người chơi chỉ hành động đơn độc mà không có thành viên nào khác hỗ trợ. Trò chơi đã tinh giản nhiều đặc điểm của thể loại nhập vai: kho đồ chỉ bị giới hạn khối lượng vũ khí, giáp trụ nhưng nguyên liệu và các thành phẩm dược liệu thì không bị tính vì có kho chứa riêng; việc chế tạo, nâng cấp và phân rã vật phẩm không cần đến nơi nào cụ thể mà chỉ cần mở kho đồ ra và thực hiện tại chỗ.
Cơ chế phát triển nhân vật có phạm vi rất rộng, có nhiều kỹ năng và thuộc tính cho ba loại chức nghiệp chính là chiến binh, pháp sư và cung thủ. Người chơi không bị hạn chế phải theo một loại chức nghiệp duy nhất, mà có thể nâng điểm theo cả ba loại chức nghiệp. Điểm kinh nghiệm được chuyển hóa thành cấp độ, từ đồ phát sinh ra điểm nâng cấp kỹ năng và điểm nâng cấp thuộc tính. Nếu muốn sửa sai cho những lần nâng điểm, người chơi phải tìm đến các nhân vật Soulpatchel để tiến hành tẩy điểm. Việc sử dụng kỹ năng, số lượng quái vật bị diệt trừ cũng giúp điểm kỹ năng tăng lên đáng kể.
Cốt truyện ít có tính bước ngoặt và các vùng đất trong game bị chia cắt thành những vùng đất riêng biệt bởi đại dương, cách di chuyển giữa chúng là các cổng ma pháp dịch chuyển mở ra theo diễn tiến của trò chơi. Việc khám phá các vùng đất khá thú vị và mang đến những vật phẩm khác nhau chứa trong các hòm đồ nằm đâu đó. Phần cưỡi ngựa do bị giới hạn khu vực nên ít được quan tâm sử dụng, chỉ cần làm quen để thực hiện một số nhiệm vụ liên quan đế đua ngựa cho kịp thời gian, ngoài ra game còn bổ sung thêm phần điều khiển thuyền buồm, người chơi sẽ phải căng buồm theo những hướng khác nhau, đi theo chiều zic zac mỗi khi ngược hướng gió.
Ngoài ra game còn cung cấp một thanh phím tắt nằm ở cạnh dưới màn hình rất tiện lợi. Tùy theo cách chơi của mình, người chơi sẽ có nhiều kĩ năng khác nhau dành cho các loại vũ khí như kiếm, cung, dao... Những kĩ năng này chỉ có thể thi triển khi sử dụng đúng loại vũ khí, và điều khá tiện lợi là tùy theo vũ khí mà bạn cầm trên tay, những kĩ năng thích hợp sẽ tự hiển thị trên thanh phím tắt nằm ở cạnh dưới màn hình. 3 vị trí đầu trên thanh phím tắt dành riêng cho các kĩ năng, còn 7 vị trí dành cho các vật phẩm (item) giúp người chơi dễ dàng chuyển đổi. Tính năng này giúp người chơi dễ dàng hơn trong các tình huống chiến đấu, đặc biệt là về sau, khi đối thủ trong game thường xuất hiện thành nhóm chứ không hề riêng lẻ một mình.
Hệ thống phép thuật của game có vẻ được lấy ý tưởng từ trò Oblivion, nhưng với những cải tiến mới. Người chơi có thể tự tạo và đặt tên cho những phép thuật của mình từ các thành phần card tìm được trong game. Mỗi phép thuật được tạo thành từ ba loại thành phần: "effect" quyết định tác dụng của phép, "carrier" quyết định cách phép thuật gây sát thương (như mục tiêu đơn lẻ, dội nhiều mục tiêu, hay trong một khu vực) và modify tác dụng lên cả hai thành phần còn lại. Với nhiều hiệu ứng khác nhau từ ba thành phần này, game thủ có thể tạo nên rất nhiều phép thuật mạnh mẽ theo ý thích, chẳng hạn một quả cầu lửa nổ tung gây sát thương cho cả mục tiêu lẫn những kẻ xung quanh, và kéo dài trong một thời gian trước khi biến mất, hay một phép thuật vừa sát thương kẻ địch, vừa hồi máu cho bản thân... Một số phép thuật được gợi ý sẵn trong game.
Tthế giới rộng lớn trong game còn cung cấp nhiều loại thảo dược và nguyên liệu cho việc chế thuốc (alchemy). Những bình thuốc này có tác dụng rất phong phú, từ tàng hình, kháng độc, tăng sát thương cho đến một vài tác dụng khác. Các trang bị không còn cần thiết có thể được hủy thành những thành phần cơ bản dùng để nâng cấp vật dụng đang có. Khi lang thang trong game, thỉnh thoảng người chơi sẽ tìm được những hòn đá đặc biệt có khả năng tăng cường tính năng cho trang bị được gọi là "đá ma thuật" (magic stone), và cuối cùng, người chơi còn có thể tùy biến áo giáp, vũ khí của mình bằng tính năng sơn phết mà game cung cấp.
Game có độ khó tương đối cao, ngay cả khi ở mức dễ (Easy). Trong những pha cận chiến, việc chọn đúng thời cơ để ra đòn và đỡ đòn là rất quan trọng, bởi lượng máu hạn chế không cho phép người chơi "lấy mạng đổi mạng" với kẻ thù. Còn khi sử dụng phép thuật, bởi game buộc người chơi phải nhìn thấy kẻ địch để ra đòn, nên chiến thuật "chạy và đánh" (Hit & Run) luôn là sự chọn lựa duy nhất.

## Đồ họa và âm thanh
Không như lối chơi với ưu điểm rõ ràng, âm thanh và đồ họa của game lại rất khó đánh giá, bởi sự kì quái của mình. Tiếng động của thiên nhiên, âm thanh của sinh hoạt con người trong các thị trấn khá tốt, nhưng phần lồng tiếng của các nhân vật rất kém, đôi khi quá mức cường điệu, có lúc lại đều đều chán ngắt. Về đồ họa, cảnh thiên nhiên được dựng rất chân thực và tươi sáng, bất kể bối cảnh có phần đen tối của game. Mô hình nhân vật do nhà phát triển thiết kế trông hết sức quái dị với đôi tay ngắn cũn cỡn. Biểu cảm khuôn mặt gần như không có, trong các cuộc hội thoại từ đầu đến cuối game, mỗi nhân vật chỉ có một cử động duy nhất. Sự lạm dụng hiệu ứng blur, các chuyển động hết sức giả tạo, những động tác chặt chém không mang lại cảm giác về sức mạnh, tư thế chạy buồn cười. Hàng đống khuyết điểm ở hai mặt âm thanh và đồ họa đã kéo lùi chất lượng của game xuống mức trung bình.

## Phát triển
Two Worlds II được trình chiếu tại PAX East vào năm 2010, và nhận được nhiều cuộc xem trước nói chung khá thuận lợi. Jonathan Cooper của Gamervision nói rằng "các game thủ sẽ có một sự ngạc nhiên lớn tại các cửa hàng dành cho họ vào cuối năm nay."

## Đón nhận
Two Worlds II đã nhận được đánh giá tích cực và sự hoan nghênh của công chúng. Đến đầu tháng mười hai, trò chơi đã bán được hơn một triệu bản tại châu Âu. Metacritic cho phiên bản PC của trò chơi số điểm 79, trong khi trang web chơi game Hà Lan NG-Gamer cho phiên bản của trò chơi trên hệ máy Xbox 360 số điểm 75. Bằng số điểm đã được Gamespot trao cho phiên bản PC của bản trò chơi đầu tiên.